# DM i futsal
Danmarksmesterskabet i futsal er Dansk Boldspil-Unions officielle danmarksmesterskab i indendørs fodbold. Mesterskabet er afviklet siden 2008 og vinderen kvalificerer sig til UEFA Futsal Champions League. 

## Resultater

### Mænd
| År   | Guld                 | Sølv                   | Bronze                              | Spillested |
| ---- | -------------------- | ---------------------- | ----------------------------------- | ---------- |
| 2008 | Albertslund IF       | Døllefjelde-Musse IF   | Sulsted IF                          | Kalundborg |
| 2009 | Albertslund IF       | Tårnby FF              | Dalum IF                            | Helsinge   |
| 2010 | BGA                  | IF Skjold Sæby         | Sport Italia                        | Kolding    |
| 2011 | BGA                  | Sport Italia           | IF Skjold Sæby                      | København  |
| 2012 | Sport Italia         | BGA                    | Egen UI                             | Vejen      |
| 2013 | JB Futsal Gentofte   | København Futsal       | Egen UI                             | Valby      |
| 2014 | København Futsal     | JB Futsal Gentofte     | Midtals                             | Kolding    |
| 2015 | JB Futsal Gentofte   | FC Fjordbold           | Kolding IF                          | Roskilde   |
| 2016 | JB Futsal Gentofte   | København Futsal       | Lystrup IF                          | Hjørring   |
| 2017 | København Futsal     | FC Fjordbold           | Kolding IF                          | Gentofte   |
| 2018 | JB Futsal Gentofte   | Sønderborg Inter       | Kolding IF København Futsal         | -          |
| 2019 | JB Futsal Gentofte   | København Futsal       | FC Fjordbold SUB Sønderborg Inter   | -          |
| 2020 | JB Futsal Gentofte   | Lystrup Futsal         | København Futsal Sønderborg Futsal  | -          |
| 2021 | JB Futsal Gentofte   | København Futsal       | Lystrup Futsal Hjørring Futsal Klub | -          |
| 2022 | JB Futsal Gentofte   | Hjørring Futsal Klub   | Lystrup Futsal Albertslund IF       |            |
| 2023 | JB Futsal Gentofte   | Hjørring Futsal Klub   | Sat Af Pigeons Sønderborg Futsal    |            |
| 2024 | Hjørring Futsal Klub | JB Futsal Gentofte     | Albertslund IF København Futsal     |            |
| 2025 | Hjørring Futsal Klub | Eastside Futsal Viborg | Futsal Aarhus Albertslund IF        |            |

### Kvinder
| År   | Guld                 | Sølv               | Bronze         | Spillested  |
| ---- | -------------------- | ------------------ | -------------- | ----------- |
| 2008 | Fortuna Hjørring     | IK Skovbakken      | OB             | Kalundborg  |
| 2009 | OB                   | Kolding BK         | Skovlunde IF   | Helsinge    |
| 2010 | Team Viborg          | KoldingQ           | FC Damsø       | Kolding     |
| 2011 | IK Skovbakken        | KoldingQ           | Taastrup FC    | København   |
| 2012 | IK Skovbakken        | Taastrup FC        | KoldingQ       | Vejen       |
| 2013 | Fortuna Hjørring     | Taastrup FC        | IK Skovbakken  | Valby       |
| 2014 | Fortuna Hjørring     | B1913              | B93/HIK/Skjold | Nørresundby |
| 2015 | IK Skovbakken        | Fortuna Hjørring   | FA København   | Assens      |
| 2016 | Fortuna Hjørring     | Skovbakken IK      | Sundby BL      | Ålborg      |
| 2017 | Fortuna Hjørring     | BSF                | Næsby          | Ringkøbing  |
| 2018 | Fortuna Hjørring     | IF Skjold Birkerød | IF Lyseng      | Maribo      |
| 2019 | Roskilde Pigefodbold | USG Q              | IF Lyseng      | Otterup     |
| 2020 | Solrød FC            | FC Damsø           | IF Lyseng      | Holbæk      |
| 2021 | Aflyst pga Corona    |                    |                |             |
| 2022 | København Futsal     | FC Damsø           | Viborg Q       | Sønderborg  |
| 2023 | Køge BK              | København Futsal   | Team Viborg    | Otterup     |
| 2024 | Allerød FK           | København Futsal   | Viborg Q       |             |